# Quận Aitkin, Minnesota
Quận Aitkin là một quận Minnesota, Hoa Kỳ. Quận lỵ đóng ở Aitkin6. Theo điều tra dân số năm 2000 của Cục Thống kê Dân số Hoa Kỳ, quận có dân số 15.301 người 2. Quận được lập năm 1857 với tên quận Aiken theo tên William Alexander Aitken và được đổi tên 1872.

## Địa lý
Theo Cục Thống kê Dân số Hoa Kỳ, quận có diện tích tổng cộng 1.819 dặm vuông Anh (4.710 km2), trong đó có 176 dặm vuông Anh (460 km2)là diện tích mặt nước.

### Quận giáp ranh
- Quận Itasca   (bắc)
- Quận St. Louis  (đông bắc)
- Quận Carlton  (đông)
- Quận Pine  (đông nam)
- Quận Kanabec  (nam)
- Quận Mille Lacs  (nam)
- Quận Crow Wing  (tây nam)
- Quận Cass  (tây bắc)

### Xa lộ
| - U.S. Highway 169 - Minnesota State Highway 18 - Minnesota State Highway 47 | - Minnesota State Highway 65 - Minnesota State Highway 200 - Minnesota State Highway 210 - Minnesota State Highway 232 |